# Catocala semirelicta
Catocala semirelicta (tên tiếng Anh: Semirelict Underwing) là một loài bướm đêm thuộc họ Erebidae. Nó được tìm thấy ở Nova Scotia phía nam đến Maine, phía tây across Canada tới British Columbia, và dãy núi southward in the.

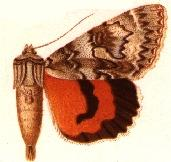
Diagram of wing pattern

Sải cánh dài 65–75 mm. Con trưởng thành bay từ tháng 7 đến tháng 9 làm một đợt tùy theo địa điểm.
Ấu trùng ăn các loài Populus balsamifera, Populus tremuloides, và Salix.

## Phụ loài
- Catocala semirelicta semirelicta Grote, 1874
- Catocala semirelicta hippolyta Strecker, 1874

## Hình ảnh

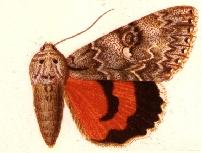
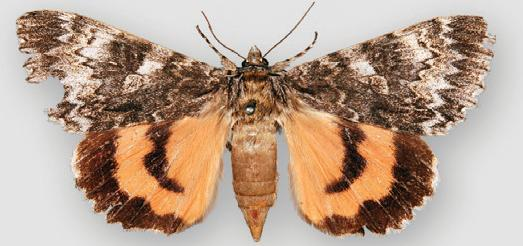
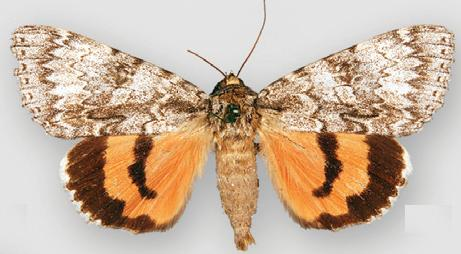
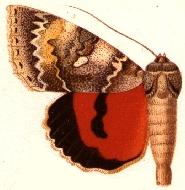